# Beta Ray Bill
Beta Ray Bill est un super-héros évoluant dans l'univers Marvel de la maison d'édition Marvel Comics. Créé par le dessinateur et scénariste Walt Simonson, le personnage de fiction apparaît pour la première fois dans le comic book The Mighty Thor (vol. 1) #337 en novembre 1983.

## Biographie du personnage

### Origines
Beta Ray Bill est le champion d'une race extraterrestre semi-humanoïde, les Korbinites, et le gardien de leur flotte de 10 000 vaisseaux. Leur planète, Korbin, fut détruite par le démon Surtur. Au terme d'une compétition sportive, la force vitale et la conscience de Beta Ray Bill furent choisies pour être transférées dans un corps cybernétique. Par suite d'un manque de nourriture, tout l'équipage des vaisseaux fut placé en hibernation artificielle.
Quand les vaisseaux arrivèrent dans la Voie lactée, le SHIELD fut alerté et Nick Fury demanda l'assistance du dieu Thor. Arrivant vers la flotte, Thor fut identifié comme étant un Asgardien par l'ordinateur central du vaisseau Skuttlebutt, qui réveilla Beta Ray Bill. Au cours de la bataille qui s'ensuivit, Beta Ray Bill parvint à saisir Mjolnir ; dépossédé de son marteau pendant plus de soixante secondes, Thor redevint l'humain Donald Blake. À son arrivée sur Terre, Bill fut attaqué par l'armée mais fut presque instantanément transporté par Odin sur Asgard.
Odin découvrit que Bill pouvait porter Mjöllnir. Il demanda alors à Bill et à son fils de s'affronter dans un duel à Skartheim, pour décider lequel des deux porterait le marteau sacré. Beta Ray Bill remporta le combat mais refusa de prendre l'arme du dieu. Odin lui offrit alors un autre marteau, Stormbreaker, possédant les mêmes pouvoirs que Mjöllnir. Depuis, Bill est resté l'allié fidèle des Asgardiens et les a aidés dans leur guerre contre Surtur.
Quand arriva le temps de Ragnarök, Bill voulut aider son ami Thor mais ce dernier le renvoya chez lui, car il n'était pas dans sa destinée de périr aux côtés des dieux nordiques.
Il affronta par la suite Stardust qui avait massacré les Korbinites sur leur nouvelle planète, New Korbin, afin de l'offrir à son maître, le Dévoreur de Mondes Galactus. Ils furent ensuite contraints de s'associer pour renvoyer Asteroth, un être se nourrissant de galaxies, dans sa dimension d'origine avec l'aide de Galactus. Mortellement blessé, l'âme du guerrier fut transférée par Galactus dans le corps d'un homme, Simon Walters.

### Secret Invasion
Après son court passage dans la Division Oméga, où il fut aspiré dans une autre dimension, il revint sur Terre et participa à la lutte contre l'Invasion secrète au côté de Thor.

### L'Impératif Thanos
Lors de l'histoire The Thanos Imperative (en), Bill rejoint l'équipe de Nova (Richard Rider) pour défendre l'univers de l'invasion du Cancervers.

## Pouvoirs, capacités et équipement
Les pouvoirs de Beta Ray Bill sont apparentés à ceux du dieu asgardien Thor, qui ont renforcé les siens propres.
En complément de ses pouvoirs, Bill est un formidable guerrier doté d'un courage sans faille, ignorant la peur, ce qui fait de lui un redoutable compagnon d'armes.
- Beta Ray Bill est doté d'une force surhumaine. Il est capable de soulever des charges de 100 tonnes sans trop de difficulté, le plaçant au même niveau que Hulk, Thor, Hercule ou encore Gladiator.
- Sa physiologie, en avance de plusieurs milliers d'années sur celle des humains, lui confère une résistance surhumaine proche de l'invulnérabilité, ce qui le rend capable d'endurer d'énormes impacts comme des coups répétés de Hulk ou du marteau de Thor, voire des impacts de balles ou des missiles anti-chars. Il est aussi complètement immunisé aux maladies et virtuellement immortel[1].
- Étant donné que les Korbinites sont originaires d’un monde à la chaleur élevée, Bill est aussi résistant aux températures extrêmes[1].
- Doté de sens très aiguisés, il peut entendre et voir à des kilomètres à la ronde.
- Grâce aux systèmes cybernétiques intégrés à son corps, il peut détecter tout membre du peuple Korbinite, quelle que soit sa localisation ou la distance qui le sépare de lui. Cependant, il n’est pas prouvé que cette capacité soit encore en sa possession depuis sa transformation en Simon Walters[1].

Beta Ray Bill est doté du marteau enchanté Stormbreaker, fabriqué à partir de l’uru, un minerai mystique qui n'est disponible que dans la dimension d'Asgard. Grâce à lui, Bill peut invoquer la foudre, manipuler les conditions météorologiques, voire contrôler les flux magnétiques s'il le frotte au sol. Indestructible, le marteau possède les mêmes propriétés que Mjollnir, l'arme du dieu Thor. Stormbreaker peut briser n'importe quel obstacle sur son passage et revient de lui-même dans la main de Bill quand il lui commande de le faire. Auparavant, quand Beta Ray Bill frappait une surface avec Stormbreaker, il retrouvait l’apparence physique qu'il possédait avant de devenir le protecteur du peuple Korbinite ; depuis, le même enchantement lui permet de redevenir Simon Walters. Dans les deux cas, Stormbreaker devient une simple canne en bois.
Il possédait auparavant un vaisseau de guerre doté de conscience nommé Skuttlebutt, qui devint au fil de son long voyage l’un de ses meilleurs amis.
Après être entré en possession de Mjolnir, il fit l’acquisition d’une armure asgardienne.

## Publications
- Thor (vol. 1) #337-340 (1983) de Walt Simonson.
- Stormbreaker: The Saga of Beta Ray Bill #1-6 (2005) de Michael Avon Oeming (scénario) et Andrea Di Vito (dessin).
- Omega Flight #1-5 (2007) de Michael Avon Oeming (scénario) et Scott Kolins (dessin).
- The Thanos Imperative (en) #1-6 (2010) de Dan Abnett et Andy Lanning.

## Apparitions dans d'autres médias

### Cinéma
- Le personnage de Beta Ray Bill apparaît dans le film d'animation Planète Hulk (2010).
- On peut également l'apercevoir dans le film Thor : Ragnarok (2017). Quand Thor tente de s'échapper de la décharge de Sakaar en compagnie de Hulk et Walkyrie, on peut repérer une grande tour sur laquelle est sculptée les visages des grands gladiateurs, dont celui de Beta Ray Bill.

### Télévision
Beta Ray Bill apparaît dans la série animée Avengers : L'Équipe des super-héros (saison 2, épisode 8, « La ballade de Beta Ray Bill ») et dans la série animée Silver Surfer (épisode 7, « Innervisions »).

### Jeux vidéo
Le personnage apparaît dans les jeux vidéo Marvel Ultimate Alliance (2006), Lego Marvel Super Heroes (2013) et Lego Marvel Super Heroes 2 (2017).